# Jan Potrč
Jan Potrč, slovenski pevec, pesmopisec, multi-instrumentalist in producent, * 21. avgust 1996, Celje, Slovenija. 
Spomladi 2019 je predstavil svoj prvi singl kot solo izvajalec »Le spomin«, za katerega je posnel tudi videospot. Od takrat je izdal več radijskih singlov in nekaj videospotov(»Za vedno«, »Away«, »Jaz in ti«, »Kot iz najlepših sanj«, »Ne zbudi me«).
Od jeseni 2019 igra kitaro pri skupini Bepop.